# Pseudochromis elongatus
Pseudochromis elongatus is een straalvinnige vissensoort uit de familie van dwergzeebaarzen (Pseudochromidae). De wetenschappelijke naam van de soort is voor het eerst geldig gepubliceerd in 1980 door Lubbock.